# Chris Nelson
Christopher Lars Nelson (né le 3 septembre 1985 à Escondido, Californie, États-Unis) est un ancien joueur d'avant-champ au baseball qui évolue dans les Ligues majeures.

## Carrière

### Rockies du Colorado
Chris Nelson est le choix de première ronde des Rockies du Colorado en 2004. Il est le 9e joueur repêché au total lors de draft.

#### Saison 2010
Nelson est principalement un joueur d'arrêt-court, mais cette position chez les Rockies est occupée par un joueur établi, Troy Tulowitzki. Lorsque ce dernier se blesse en juin 2010, Nelson est rappelé des ligues mineures. L'équipe utilise toutefois Clint Barmes comme remplaçant à l'arrêt-court et confie à Nelson le deuxième ou le troisième coussin pendant quelques parties. Il joue son premier match dans les majeures le 19 juin face aux Brewers de Milwaukee. 
Il frappe son premier coup sûr en carrière le 22 juin contre Jon Lester des Red Sox de Boston. Le 9 septembre 2010, Nelson réussit le vol du marbre en huitième manche d'un match face aux Reds de Cincinnati pour faire gagner son équipe. Nelson dispute 17 parties pour Colorado en 2010 et maintient une moyenne au bâton de ,280.

#### Saison 2011
En 2011, il joue 63 parties pour les Rockies et frappe pour ,250 avec 4 circuits et 16 points produits. Il réussit son premier circuit dans les majeures le 17 juin aux dépens du lanceur Rick Porcello des Tigers de Detroit.

#### Saison 2012
En juillet 2012, Nelson est placé sur la liste des blessés pour deux semaines après avoir reçu à l'hôpital des traitements de défibrillation pour remédier à un rythme cardiaque irrégulier. Sa moyenne au bâton s'élève à ,301 en 111 matchs pour les Rockies en 2012, avec 104 coups sûrs, 9 circuits et 53 points produits.

#### Saison 2013
Nelson amorce la saison 2013 avec Colorado, où il frappe pour ,242 de moyenne en 66 présences au bâton. 

### Yankees de New York
Après 21 matchs disputés pour les Rockies en 2013, Nelson est transféré aux Yankees de New York le 1er mai. Il n'est membre des Yankees que le temps de 10 parties.

### Angels de Los Angeles
Le 18 mai 2013, Nelson est réclamé au ballottage par les Angels de Los Angeles d'Anaheim. Il joue 33 matchs des Angels, frappant 3 circuits et récoltant 18 points produits. Il finit sa saison 2013 avec 3 circuits, 24 points produits et une moyenne au bâton de ,227 en 64 matchs au total pour les Rockies, les Yankees et les Angels. 

### Padres de San Diego
Nelson rejoint les Reds de Cincinnati en janvier 2014. Assigné à leur club-école, les Bats de Louisville, il est libéré en cours d'année sans avoir joué pour les Reds. Il rejoint les Padres de San Diego avec qui il joue 27 matchs et maintient une moyenne au bâton de ,233 en 2014.

### Nationals de Washington
Nelson rejoint les Phillies de Philadelphie le 25 novembre 2014, mais ne joue aucun match avec eux. Il est mis sous contrat le 21 juin 2015 par les Nationals de Washington.